# Metoda stolika rozpływowego

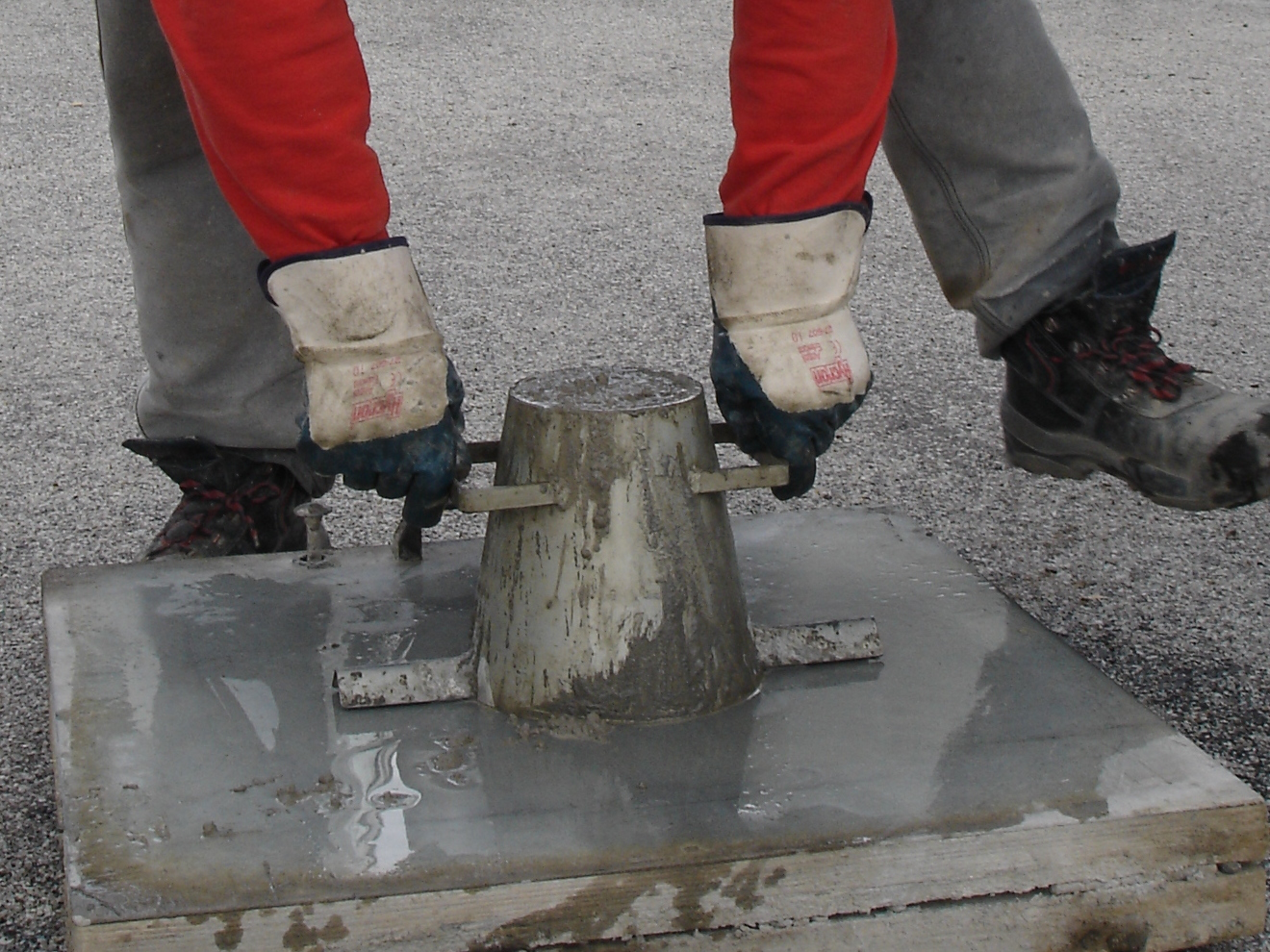
Stolik rozpływowy

Metoda stolika rozpływowego – metoda badania konsystencji mieszanki betonowej przez pomiar rozpływu mieszanki betonowej płaskiej powierzchni. Jest metodą opisaną w normie PN-EN 12350-5. Metody tej nie stosuje się do betonów samozagęszczalnych, komórkowych, jamistych ani betonów z kruszywem o maksymalnym wymiarze ziaren przekraczającym 63 mm. Metoda badania rozpływu jest czuła na zmiany konsystencji mieszanki betonowej, które odpowiadają wartościom rozpływu w granicach od 340 do 600 mm. Poza tym przedziałem, badanie metodą stolika rozpływowego może okazać się niemiarodajne i wówczas zaleca się stosować inne metody oznaczania konsystencji.
Badanie konsystencji tą metodą odbywa się za pomocą pomiaru rozpływu mieszanki betonowej na płycie stolika poddanej wstrząsom. Formę stożkową, zwilżoną od wewnątrz wilgotną tkaniną, umieszcza się centralnie na górnej płycie stolika rozpływowego. Formę napełnia się dwoma warstwami mieszanki betonowej, zagęszczając każdą warstwę przez 10-krotne lekkie ubicie drewnianym drążkiem zagęszczającym. Poziom mieszanki wyrównuje się do górnej krawędzi formy. Po upływie 30 sekund od wyrównania mieszanki, formę podnosi się do góry. Czynność tę należy wykonać w czasie około 3–6 sekund. Po podniesieniu formy, wykonuje się 15 cykli podnoszenia i swobodnego opadania płyty górnej stolika.